# كيرتي كولهاري
كيرتي كولهاري (مواليد 20 مايو 1985) هي ممثلة هندية، شاركت في فيلم وردي (2016).

## وصلات خارجية
- كيرتي كولهاري على موقع IMDb (الإنجليزية)
- كيرتي كولهاري على موقع قاعدة بيانات الأفلام العربية
- كيرتي كولهاري على موقع قاعدة بيانات الفيلم (الإنجليزية)